# Warna-Halbinsel
Die Warna-Halbinsel (bulgarisch полуостров Варна poluostrow Warna) ist eine 12 km lange und 9 km breite Halbinsel der Livingston-Insel im Archipel der Südlichen Shetlandinseln. In südwestlich-nordöstlicher Ausrichtung trennt sie die Hero Bay im Nordwesten von der Moon Bay im Südosten und der McFarlane Strait im Nordosten. An ihrer Nordostküste befinden sich die Lister Cove und die Dragon Cove. Der Inott Point und der Williams Point bilden den östlichen bzw. nördlichen Ausläufer der Halbinsel.
Britische Wissenschaftler kartierten sie 1968. Die bulgarische Kommission für Antarktische Geographische Namen benannte sie 1997 nach der Hafenstadt Warna im Osten Bulgariens.